# Turing-test
Turing-test er en måde til at afgøre, om en maskine udviser intelligens på et menneskeligt niveau, uden at man på samme tid er nødt til at definere, hvad (menneskelig) intelligens så reelt er for en størrelse. Det er således ikke en måde til at afgøre, om en maskine reelt er intelligent.
Testen er netop foreslået af den engelske matematiker Alan Mathison Turing i artiklen Computing Machinery and Intelligence (1950) for at komme uden om de svære filosofiske overvejelser omkring, hvad intelligens er, når man taler om kunstig intelligens
Testen går ud på, at en person under fjernkommunikation med enten en maskine eller et andet menneske skal kunne afgøre, om der er tale om et menneske eller en maskine. Fjernkommunikation er påkrævet for at undgå, at man med det samme visuelt er i stand til at afgøre, hvem/hvad man kommunikerer med.
Loebner Prize er en formel realisering af Turing-testen, hvor en person via chat kommunikerer med enten en computer i form af en chatbot eller et andet menneske. Der er endnu (2004) ingen af disse chatbot'er, der har overbevist et menneske om, at den er et menneske. Det modsatte er sjovt nok lykkedes – at et menneske chattede så "dårligt", at man troede, der var tale om en computer [kilde mangler].
CAPTCHA (Completely Automated Public Turing test to tell Computers and Humans Apart) er en praktisk anvendelse af Turing-testen til at skelne maskine fra menneske. Dette er f.eks. relevant, hvis man vil undgå, at en computer opretter tusindvis af konti hos en udbyder af en gratis tjeneste. CAPTCHA bygger på den antagelse, at maskiner ikke (i det mindste endnu) er i stand til udføre visse ting, vi mennesker kan. Det kan eksempelvis være at genkende forvredet tekst.